# 帕特里夏·德·里爾
帕特里夏·德·里爾（英語：Patricia de Lille，1951年2月17日—）為一名南非政治人物，曾於2011年至2018年期間擔任開普敦市長。德·里爾原為民主聯盟黨員，2018年出走自行成立新政黨GOOD，並辭任開普敦市長職位。

## 背景
帕特里夏·德·里爾於1951年在西博福特出生，並就讀Bastiaanse Hoërskool學校。1974年，她至一座工廠擔任實驗室技工工作，並在持續在該工廠工作至1990年。

## 外部連結
- City Mayors' Mayor of the Month for May 2013 （页面存档备份，存于）
- People by Patricia de Lille （页面存档备份，存于）, at People's Assembly